# Saarijärvi (sjö i Finland, Lappland, lat 69,25, long 27,18)
Saarijärvi är en sjö i Finland. Den ligger i kommunen Enare i landskapet Lappland, i den norra delen av landet, 1 000 km norr om huvudstaden Helsingfors. Saarijärvi ligger 204,1 meter över havet. Arean är 19,2 hektar och strandlinjen är 2,66 kilometer lång. Sjön  ingår i Pasvik älvs huvudavrinningsområde. 